# Ernesto Brandalise
Ernesto Antônio Brandalise (Nova Prata— Caxias do Sul, antes de 2013) foi um padre católico e historiador brasileiro.

## Biografia
Filho de João e Teresa Brandalise, radicados em Nova Prata, Ernesto foi ordenado em 1941, e já em 27 de abril de 1942 foi nomeado cura da Catedral de Caxias do Sul, tomando posse em 11 de julho de 1943. Nesta época, por um breve período, acumulou a função de coadjutor do vigário de Nova Roma do Sul. Na qualidade de cura da Catedral ganhou projeção e estima na comunidade, sendo convidado a participar de eventos e projetos importantes. Foi 2º vice-presidente da comissão de obras do Monumento Nacional ao Imigrante, assistente espiritual da Sociedade Caxiense de Auxílio aos Necessitados, e membro do Conselho Consultivo do Orfanato Santa Teresinha.
Foi um dos organizadores do grande Congresso Eucarístico Diocesano de 1948, um dos fundadores do Abrigo de Menores São José e do Instituto Bom Pastor, e um promotor da Cruzada Eucarística, do Apostolado da Oração, das Damas de Caridade, das Capelinhas Domiciliares e da Ação Católica, entre outros movimentos. Foi o idealizador da Igreja Cristo Redentor e participou da fundação da Igreja São Pio X. Permaneceu como cura da Catedral até 6 de agosto de 1967, quando foi nomeado vigário episcopal, incumbido de gerenciar os bens temporais da Diocese.
Com seus livros Paróquia Santa Teresa: Cem anos de fé e história, 1884-1984 (1985) e Das Escolas Paroquiais à Universidade: a Igreja em Caxias do Sul (1988) tornou-se o principal historiador da Diocese e uma importante referência para a história da religião em Caxias do Sul. Hoje seu nome batiza uma rua. Dele falou o historiador Mário Gardelin, na apresentação do livro Paróquia Santa Teresa:
"Padre Brandalise, descendente dos pioneiros de Arsiè, Belluno, deixa um resumo histórico e um depoimento pessoal. Não será sem emoção que seus conterrâneos, especialmente a minha geração, lerão esses relatos. A atuação do padre Brandalise já é um fato histórico. Poderemos dizer que ela é de outros tempos e que os ventos que hoje sopram têm outras direções. Talvez, seja certo. O que é indiscutível, entretanto, é que estes escritos são traçados com o mesmo amor e mesmo discernimento com que a paróquia foi regida. É testemunho de quem, às missas das 10h30min, aos domingos de manhã, era e é assíduo. E registra aqui o aplauso de toda uma comunidade".